# St. Paul and The Broken Bones
St. Paul and The Broken Bones es una banda de soul originaria de Birmingham, Estados Unidos, que se creó en 2012. Los componentes del grupo son Paul Janeway a la voz, Browan Lollar como guitarrista, Jesse Phillips al bajo, Andrew Lee en la batería, Al Gamble al teclado y Allen Branstetter como trompetista. En sus conciertos, la banda incluye también trombón y saxo barítono. 

## Historia
El vocalista Paul Janeway y el bajista Jesse Phillips se conocieron a mediados de la década de 2000 mientras tocaban en Birmingham (Alabama) como parte de la agrupación de soul alternativo The Secret Dangers. En 2012, Jesse y Paul volvieron a coincidir, esta vez en los Ol' Elegante Studios de Birmingham para iniciar un nuevo proyecto. Janeway dijo sobre el plan con Phillips que "iba a ser nuestro último ¡hurra! juntos" antes de centrarse en carreras profesionales distintas, "pero entonces algo funcionó y salimos de allí con algo". Mientras ambos empezaron a trabajar alrededor de la voz de Janeway, se dieron cuenta de que estaban formando una banda de soul. A medida que el proyecto avanzaba, el dúo inicial creció con la inclusión de Browan Lollar —anteriormente en The 400 Unit—, Andrew Lee, Ben Griner y Allen Branstetter. Fue entonces cuando grabaron su primer EP, titulado Greetings from St. Paul and The Broken Bones, antes incluso de tocar en directo una sola vez. 
En 2013, la banda dio un salto cualitativo profesionalmente, ya que gracias a la publicación de su EP debut St. Paul and the Broken Bones atrajo la atención tanto de mánagers como de discográficas. En enero de 2013, comenzaron a grabar su primer álbum de larga duración, que llevaría por nombre Half the City, en los Nutthouse Recording Studios de Sheffield y en los FAME Studios en Muscle Shoals, también en Alabama. Además, en febrero de 2013 firmaron con Traci Thomas, de Thirty Tigers, para que fuese su mánager. Durante las sesiones de grabación del álbum, se incorporó a la banda el teclista Al Gamble, que ha sido un miembro más de la banda desde enero de 2014. Half the City fue producido por Ben Tanner de los Alabama Shakes. En esta época también aprovecharon los fines de semana para comenzar a dar conciertos, en los que interpretaban los temas de su EP Greetings from St. Paul and The Broken Bones, mientras hacían tiempo para que sus intérpretes de trompa se graduaran antes de embarcarse en una gira más extensa.

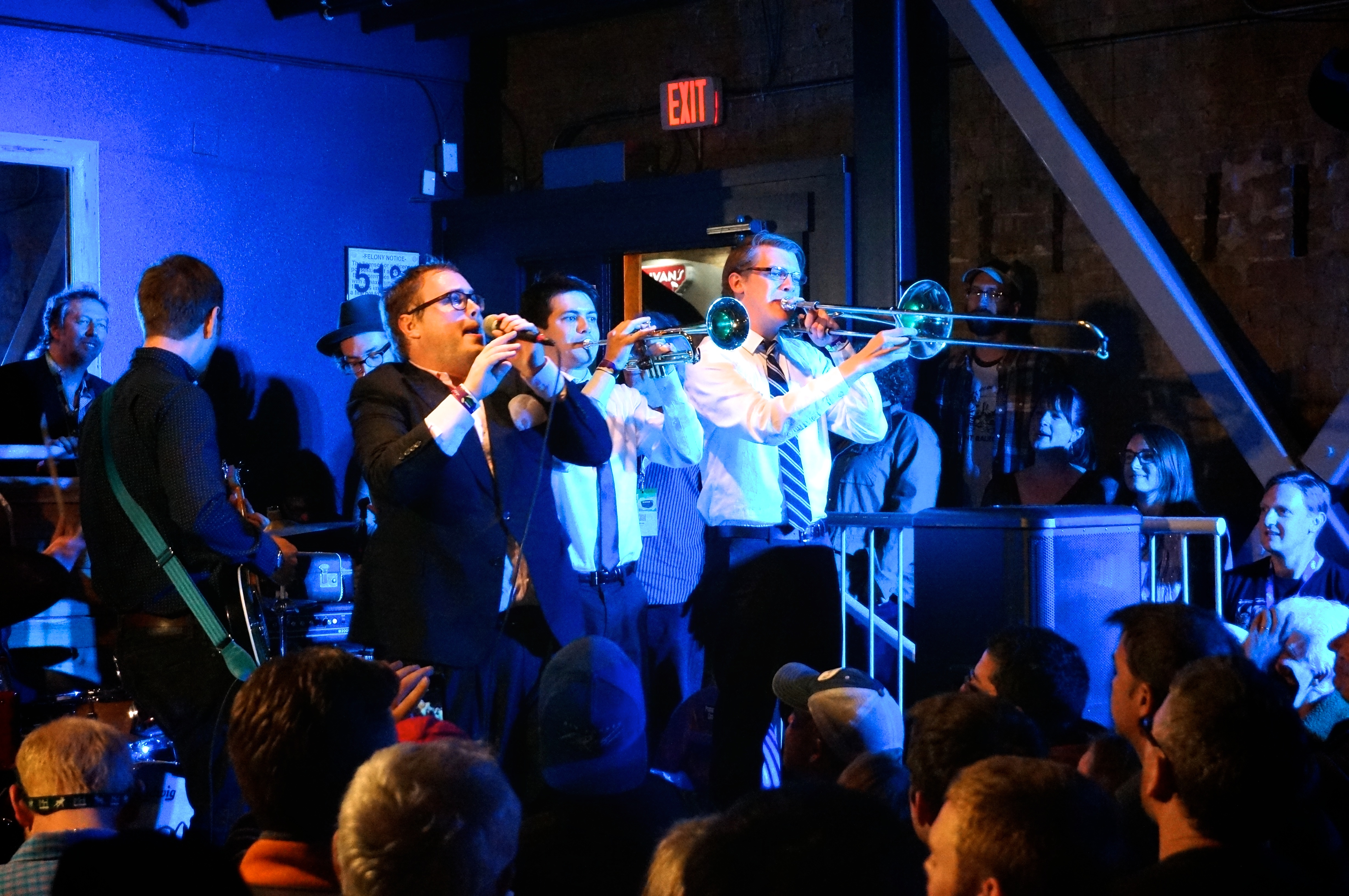
St. Paul and The Broken Bones en 2013

Finalmente, el 18 de febrero de 2014 tuvo lugar el lanzamiento de su álbum debut, Half the City, bajo el sello discográfico Single Lock Records, una compañía de la ciudad de Florence propiedad de Ben Tanner, Will Trapp y John Paul White de The Civil Wars. Inmediatamente, Half the City obtuvo la aprobación de la crítica, como por ejemplo de las revistas Paste, Garden and Gun, Southern Living, Rolling Stone, y de la emisora NPR. Durante su primera semana a la venta, Half the City alcanzó el puesto número 62 de la lista Billboard 200. Después de algunas entrevistas más personalizadas en NPR Morning Edition, así como con su debut en televisión en CBS This Morning, el álbum debut de St. Paul and The Broken Bones subió varios puestos en la lista, hasta el número 56.
En la actualidad, los miembros de St. Paul and The Broken Bones se encuentran trabajando en su segundo álbum. Aparte de sus propios conciertos, la banda actuó como telonera en la gira Zip Code Tour de The Rolling Stones, el 9 de junio de 2015 en Atlanta y el 11 de julio en Búfalo.

## Discografía
Álbumes
- Half the City (Single Lock Records, 18 de febrero de 2014)
- Sea of Noise (Records, 9 de septiembre de 2016)
- Young Sick Camelia (Records, 7 de septiembre de 2018)
- The Alien Coast (ATO, 28 de enero de 2022)
- Angels in Science Fiction (ATO, 21 de abril de 2023)

Álbumes en directo
- Spotify Sessions (Live at SXSW 2014)

EP
- Greetings from St. Paul and The Broken Bones (autoeditado, 2013)
- St. Paul and The Broken Bones - Live and In Person (Single Lock Records, 2013)

### Sencillos
| "Call Me"                                                                              | 2014 | 6  | —  | —  | —  | Half the City             |
| "All I Ever Wonder"                                                                    | 2016 | 16 | —  | —  | 36 | Sea of Noise              |
| "Flow with It (You Got Me Feeling Like)"                                               | 2016 | —  | —  | —  | 40 | Sea of Noise              |
| "Is It Me"                                                                             | 2016 | —  | —  | —  | —  | Sea of Noise              |
| "Midnight on Earth"                                                                    | 2016 | —  | —  | —  | —  | Sea of Noise              |
| "Convex"                                                                               | 2018 | —  | —  | —  | —  | Young Sick Camellia       |
| "Apollo"                                                                               | 2018 | 3  | 44 | 36 | —  | Young Sick Camellia       |
| "GotItBad"                                                                             | 2019 | 31 | —  | —  | —  | Young Sick Camellia       |
| "The Last Dance"                                                                       | 2021 | 16 | —  | —  | —  | The Alien Coast           |
| "3000 AD Mass"                                                                         | 2021 | —  | —  | —  | —  | The Alien Coast           |
| "Love Letter From a Red Roof Inn"                                                      | 2021 | —  | —  | —  | —  | The Alien Coast           |
| "Minotaur"                                                                             | 2022 | —  | —  | —  | —  | The Alien Coast           |
| "Sea Star"                                                                             | 2023 | —  | —  | —  | —  | Angels In Science Fiction |
| "—" indica que el sencillo no se incorporó a las listas o no se publicó en dicho lugar |      |    |    |    |    |                           |